# Minazō
Minazō (Hiragana: みなぞう; Kanji: 美男象, dt. „schöner, männlicher [See-]Elefant“; * ca. 1994; † 4. Oktober 2005) war ein See-Elefant, der im Shin-Enoshima-Aquarium (新江ノ島水族館, Shin-Enoshima Suizokukan) in Fujisawa lebte.
Minazō kam im Mai 1995 aus Uruguay nach Japan, wo er schnell zu einer Berühmtheit wurde. Ausgewachsen wog er rund 2 Tonnen und war 4½ Meter groß. Der See-Elefant beherrschte mehrere Dressurakte; zwei Platten des Klangkunst-Projekts Merzbow widmeten sich ihm. 
Der populäre See-Elefant starb am 4. Oktober 2005 an einem Lungenemphysem. Sein Skelett wird derzeit von der Nihon-Universität ausgestellt.